# Пітеельвен
Пітеельвен (швед. Pite älv, також Piteälven) — річка на півночі Швеції. Довжина 400 км, площа басейну 11285,3 км². Починається у Скандинавських горах, поблизу кордону з Норвегією, з озера Пескехауре. Річище порожисте, є кілька водоспадів, зокрема Стурфорсен. Впадає у Ботнічну затоку Балтійського моря. Середня витрата води 170 м³/с, водопілля — у травні — червні. Замерзає з грудня по квітень. Річкою здійснюється сплав лісу. На річці побудовано ГЕС. Біля гирла лежить місто Пітео.